# 劉守有
刘守有（？—？），明万历初期张居正执政时的锦衣卫指挥使。
万历元年锦衣卫指挥使朱希忠病故，刘守有接任。由于大太监冯保非常得势，锦衣卫被被东厂中官张鲸压制行事。刘守有支持张居正改革。官至左都督、太子太傅。万历十年张居正病逝，万历清算张居正势力，刘守有被弹劾罢官去职。